# Decatur (Alabama)
Decatur és una població dels Estats Units a l'estat d'Alabama. Segons el cens del 2006 tenia 55.778 habitants.

## Demografia
Segons el cens del 2000, Decatur tenia 53.929 habitants, 21.824 habitatges, i 14.753 famílies. La densitat de població era de 389,9 habitants/km².
Dels 21.824 habitatges en un 31,8% hi vivien nens de menys de 18 anys, en un 50,7% hi vivien parelles casades, en un 13,4% dones solteres, i en un 32,4% no eren unitats familiars. En el 28,9% dels habitatges hi vivien persones soles el 10,7% de les quals corresponia a persones de 65 anys o més que vivien soles. El nombre mitjà de persones vivint en cada habitatge era de 2,43 i el nombre mitjà de persones que vivien en cada família era de 2,99.
Per edats la població es repartia de la següent manera: un 25,4% tenia menys de 18 anys, un 8,8% entre 18 i 24, un 29,6% entre 25 i 44, un 23,1% de 45 a 60 i un 13,1% 65 anys o més.
L'edat mediana era de 36 anys. Per cada 100 dones hi havia 92,4 homes. Per cada 100 dones de 18 o més anys hi havia 89,5 homes.
La renda mediana per habitatge era de 37.192 $ i la renda mediana per família de 47.574 $. Els homes tenien una renda mediana de 37.108 $ mentre que les dones 22.471 $. La renda per capita de la població era de 20.431 $. Aproximadament l'11,9% de les famílies i el 14,9% de la població estaven per davall del llindar de pobresa.

## Poblacions properes
El següent diagrama mostra les poblacions més properes.